# Таврійська губернія
44°56′53″ пн. ш. 34°06′15″ сх. д. / 44.948055555556° пн. ш. 34.104166666667° сх. д.
Таврі́йська губе́рнія — адміністративно-територіальна одиниця Російської імперії, існувала з 8 (20) жовтня 1802 по 18 жовтня 1921. Адміністративним центром був Сімферополь.
Губернія охоплювала весь Кримський півострів (5 повітів: Євпаторійський, Перекопський, Сімферопольський, Феодосійський та Ялтинський — разом 25 600 км² і 740 000 мешканців у 1914 році, з яких українці становили меншість) та частину Степової України (Бердянський, Дніпровський, Мелітопольський повіти — разом 35 060 км², 1,76 млн мешканців) з українською більшістю.

## Склад губернії
Спочатку губернія ділилася на 7 повітів: Дніпровський повіт, Євпаторійський повіт, Мелітопольський повіт, Перекопський повіт, Сімферопольський повіт, Тмутороканський повіт, Феодосійський повіт.
1820 року Тмутороканський повіт відійшов до області Війська Чорноморського.
1838 утворений Ялтинський повіт і 1843 року — Бердянський повіт.
Станом на 1897 складалася з 3 «материкових» і 5 «кримських» повітів; на півострові також існували такі адміністративні одиниці, як Севастопольське градоначальництво і Керч-Єнікальське градоначальництво.

## Історія
Загарбання Кримського півострова Російською імперією викликало масову еміграцію кримських татар. Слідом за кримськими татарами з півострова потягнулися греки та вірмени. Переселення було призупинено лише у 1804 герцогом де Рішельє. Вважається, що під час цієї першої хвилі з Російської імперії (Криму) до Османської імперії виїхало від 80 до 300 тис. осіб.
Друга, більша хвиля еміграції мусульманського населення розпочалася після закінчення Кримської війни. Причиною були її наслідки. Перш за все, з початком військових дій перервався продаж аграрної продукції по старих каналах, що відкинуло економіку Криму на багато десятиліть назад. Військові перевезення призвели до масової загибелі тяглової худоби, компенсація за яку урядом майже не виплачувалася. «За пару волів платили ціну одного, але, скільки б волів ні було б взято у господаря, компенсація не могла перевищувати ціни двох голів». Коли селяни під час примусових робіт їли з військового котла, то за це з них брали гроші набагато вищі, ніж будь-коли.
Складовою частиною імперської політики була й відверта національна дискримінація. Коли господарство входило у зону військових дій, то з подушної податі (яка приблизно дорівнювала 10 рублів) робилася деяка знижка. Для росіян вона дорівнювала 7 рублям, а з кримських татар — тільки 1,1-1,7 рубля. Злигодні кримськотатарського господарства залишалися такими ж самими, якими вони й були. Збитки та розорення кримськотатарських господарств були кінцевою метою російських політиків. Існували й інші побори. Так, якщо при обшуку кримськотатарських господарств у господарів знаходили будь-яку зброю (у тому числі й холодну — кинджал), то винного «кували в залізо», а потім за звільнення вимагали викуп.
Ще на початку Кримської війни, восени 1854 року, тодішній військовий міністр видав наказ, в якому говорилося, що імператор «звелів переселити від моря всіх мешканців магометанського віросповідання, що мешкають на узбережжі, до внутрішніх губерній». Виконати наказ влада не змогла через окупацію Криму, але сам намір багато про що говорить.
У 1856 російський імператор затвердив герб губернії.
Імперський уряд був зацікавлений в тому, щоб кримські татари від'їжджали з кримської землі. Генерал Е. Тотлебен: «Його величність дозволив собі сказати, що не тільки не потрібно стримувати кримських татар у переселенні, а розглядати цей випадок як надзвичайно сприятливий для звільнення від них краю». Це також підтверджує й висловлення генерал-губернатора Г. Жуковського, який в одному з своїх звітів писав: "Ваше сіятельство, Милостивий государ, Граф Олександр Григорович. На лист Вашого сіятельства від 29 вересня маю честь повідомити, що в засіданні Комітету по заселенню Криму, яке було у мене в будинку 20 серпня, під моїм головуванням, дійсний статський радник Генгроссі, пояснюючи ціль свого відрядження, між іншим сказав, «що Государю Імператору незручно утримувати кримських татар і що Його Величність вважає дивитися на виселення їх як на факт сприятливий, тому, що вони не здатні до землеробства, розвиток і удосконалювання якого в Криму дуже бажаний. Вашого сіятельства покірніший слуга Григорій Жуковський. 2./Х.1860 р.».
Політика, яку проводив імперський уряд, призвела до того, що кримськотатарське населення знову мусило покидати власну батьківщину — територію Криму. З 1860 по 1862 рр. за кордон емігрувало 192 тисячі кримських татар. Потім з Перекопу пішли ногайці, які там кочували. Разом з ними загальна кількість емігрантів за три роки становила 231 000 чоловік, в тому числі переважна більшість ногайців. Насправді емігрувало значно більше — багато кримських татар йшли, не вимагаючи від уряду надання їм паспортів, тобто без реєстрації. Це різко зменшило кількість населення на півострові (майже наполовину) та змінило його національну структуру. Як свідчив пізніше колишній директор департаменту виконавчої поліції Косоговський, «більше 2/3 татарського населення вже не існувало в Криму». Згідно з статистичними даними, на початку 1863 р. в Криму залишалося лише 103 тис. кримських татар.
Наприкінці 1850-х — на початку 1860-х у Криму залишилося 690 покинутих кримськотатарських селищ, в 315 з них не було жодного мешканця. В самому лише Перекопському повіті з 320 селищ обезлюдніли 287. Приблизно 60 тисяч кримських татар загинуло на шляху до Османської імперії. Такий стан речей зберігався в Криму й надалі.
Натомість замість емігрантів територію Криму продовжували у величезній кількості заселювати вихідці з інших частин Російської імперії. За сторіччя до Таврійської губернії приїхало до 200 тис. нових переселенців. У 1861—1886 кількість населення Таврійської губернії збільшилась за рахунок приїзду переселенців ще на 156 тисяч осіб.
Еміграційна хвиля змінила етнічний склад Таврійської губернії. Численність росіян, українців і білорусів (під загальною назвою «русскіх») на початок 1860-х становила 370,5 тис., кримськотатарського населення — 100 тис., німців — 45,7 тис., болгар — 21,4 тис., євреїв — 14,3 тис., греків — 13,3 тис., вірмен — 6,3 тис. осіб. Загальна численність населення досягла 573 тис. осіб.

## Таврійська губернія у 1917—1920 роках
Після Лютневої революції у Російській імперії монархічна влада на місцях впала· Губернськими комісарами від Тимчасового уряду Росії були в 1917 році Я·Т·Харченко; Н·Н·Богданов; В·І·Біанкі·
УЦР своїм Третім Універсалом оголосила 3 материкові повіти губернії частиною УНР. Цим було покладено початок розділенню губернії на Крим і материкову частини. У Криму в 1917—1918 роках було кілька урядів: демократична Кримська Народна Республіка кримських татар; комуністична Радянська Соціалістична Республіка Тавриди російських більшовиків і місцевий губернський уряд·
У квітні 1918 року територія губернії була звільнена від російських більшовиків об'єднаними союзними військами Німецької імперії; Австро-Угорської імперії і УНР· Материкові повіти увійшли до складу УНР; а потім — УД; а в Криму утворився Кримський крайовий уряд, голова уряду — кримський татарин-липка — Сулейман Сулькевич· В УД була створена Таврійська округа. 15 листопада 1918 року в Криму на зміну урядові генерала Сулькевича прийшов уряд С. Крима, який одразу ж визнав над собою владу білих росіян на чолі з Денікіним. Одночасно Німеччина почала вивід своїх військ з Криму і України, а в Україні спалахнуло повстання Директорії УНР проти гетьмана Скоропадського. В Криму в листопаді-грудні 1918 висадились війська держав Антанти (Франції, Великої Британії, Італії та Греції).
У березні 1919 р. Радянська Росія захопила материкову частину колишньої Таврійської губернії, а в квітні 1919 і Крим (за винятком Керченського півострова). У Криму була створена Кримська Радянська Соціалістична Республіка в складі Радянської Росії. Материкова ж частина колишньої Таврійської губернії увійшла до складу УРСР, теж в складі Радянської Росії. У червні 1919 р. російські білогвардійські війська перейшли в наступ проти російських більшовиків з Керченського півострова і 24 червня зайняли м.Сімферополь, а в липні 1919 р. і материкові повіти колишньої Таврійської губернії. Під владою білих росіян Денікіна Таврійська губернія була відновлена у своїх дореволюційних межах оскільки російські білогвардійці притримувались старої російської імперської політики ще царського зразка.
Губернаторами Таврійської губернії за влади білих росіян були:
- Сергій Добророльський — 24 червня — липня 1919
- Микита Татіщев — липня 1919 — березня 1920
- Петро Апраксін — березня — 13 листопада 1920

У січні — лютому 1920 р. війська Радянської Росії витіснили білогвардійців з материкових повітів і вони знову увійшли до складу УРСР, але в червні 1920 білі росіяни на чолі з Врангелем відібрали їх назад. Врешті-решт у жовтні — листопаді 1920 р. війська червоних росіян розбили війська білих росіян, взявши 17 листопада 1920 р. всю територію колишньої Таврійської губернії під свій контроль. Материкова частина остаточно увійшла до складу УРСР, а Кримський півострів залишався Таврійською губернією в складі РСФСР до листопада 1921 р., коли замість неї була створена Кримська Автономна Радянська Соціалістична  Республіка — національно-територіальна автономія кримських татар — у складі РСФСР.

## Населення
|                        | Населення | українська | російська | татарська | німецька | єврейська | болгарська | грецька | польська | білоруська | вірменська |
| ---------------------- | --------- | ---------- | --------- | --------- | -------- | --------- | ---------- | ------- | -------- | ---------- | ---------- |
| Сімферопольський повіт | 141 717   | 10 132     | 42 833    | 62 876    | 5 812    | 9 254     | 1 449      | 2 422   | 1 713    | 611        | 3 011      |
| Бердянський повіт      | 304 718   | 179 177    | 55 303    | 770       | 23 870   | 8 889     | 31 843     | 560     | 211      | 1 323      | 201        |
| Дніпровський повіт     | 212 241   | 156 151    | 42 180    | 506       | 2 691    | 6 298     | 15         | 28      | 556      | 3 005      | 47         |
| Євпаторійський повіт   | 63 211    | 13 345     | 11 107    | 26 992    | 7 588    | 1 576     | 6          | 1 015   | 202      | 165        | 472        |
| Мелітопольський повіт  | 384 239   | 211 090    | 126 017   | 1 284     | 20 154   | 16 063    | 1 952      | 346     | 2 416    | 3 340      | 373        |
| Перекопський повіт     | 51 393    | 11 316     | 11 743    | 12 266    | 11 718   | 1 320     | 11         | 229     | 147      | 199        | 61         |
| Ялтинський повіт       | 73 260    | 2 024      | 19 879    | 43 256    | 329      | 969       | 15         | 3 954   | 463      | 209        | 624        |
| Феодосійський повіт    | 115 858   | 13 304     | 34 974    | 44 431    | 4 909    | 2 932     | 5 840      | 4 630   | 728      | 586        | 2 417      |
| Керч-Єнікальське г / н | 43 698    | 7 037      | 24 370    | 2 563     | 294      | 4 429     | 59         | 2 015   | 877      | 93         | 709        |
| Севастопольське г / н  | 57 455    | 7 545      | 36 057    | 1 910     | 940      | 3 688     | 70         | 2 849   | 2 799    | 195        | 467        |
| Таврійська губернія    | 1 447 790 | 611 121    | 404 463   | 196 854   | 78 305   | 55 418    | 41 260     | 18 048  | 10 112   | 9 726      | 8 938      |

|                        | Населення | українська | російська | татарська | німецька | єврейська | болгарська | грецька | польська | білоруська | вірменська |
| ---------------------- | --------- | ---------- | --------- | --------- | -------- | --------- | ---------- | ------- | -------- | ---------- | ---------- |
| Сімферопольський повіт | 141 717   | 7,1 %      | 30,2 %    | 44,4 %    | 4,1 %    | 6,5 %     | 1,0 %      | 1,7 %   | 1,2 %    | 0,4 %      | 2,1 %      |
| Бердянський повіт      | 304 718   | 58,8 %     | 18,1 %    | 0,3 %     | 7,8 %    | 2,9 %     | 10,4 %     | 0,2 %   | 0,1 %    | 0,4 %      | 0,1 %      |
| Дніпровський повіт     | 212 241   | 73,6 %     | 19,9 %    | 0,2 %     | 1,3 %    | 3,0 %     |            |         | 0,3 %    | 1,4 %      |            |
| Євпаторійський повіт   | 63 211    | 21,1 %     | 17,6 %    | 42,7 %    | 12,0 %   | 2,5 %     |            | 1,6 %   | 0,3 %    | 0,3 %      | 0,7 %      |
| Мелітопольський повіт  | 384 239   | 54,9 %     | 32,8 %    | 0,3 %     | 5,2 %    | 4,2 %     | 0,5 %      | 0,1 %   | 0,6 %    | 0,9 %      | 0,1 %      |
| Перекопський повіт     | 51 393    | 22,0 %     | 22,8 %    | 23,9 %    | 22,8 %   | 2,6 %     |            | 0,4 %   | 0,3 %    | 0,4 %      | 0,1 %      |
| Ялтинський повіт       | 73 260    | 2,8 %      | 27,1 %    | 59,0 %    | 0,4 %    | 1,3 %     |            | 5,4 %   | 0,6 %    | 0,3 %      | 0,9 %      |
| Феодосійський повіт    | 115 858   | 11,5 %     | 30,2 %    | 38,3 %    | 4,2 %    | 2,5 %     | 5,0 %      | 4,0 %   | 0,6 %    | 0,5 %      | 2,1 %      |
| Керч-Єнікальське г / н | 43 698    | 16,1 %     | 55,8 %    | 5,9 %     | 0,7 %    | 10,1 %    | 0,1 %      | 4,6 %   | 2,0 %    | 0,2 %      | 1,6 %      |
| Севастопольське г / н  | 57 455    | 13,1 %     | 62,8 %    | 3,3 %     | 1,6 %    | 6,4 %     | 0,1 %      | 5,0 %   | 4,9 %    | 0,3 %      | 0,8 %      |
| Таврійська губернія    | 1 447 790 | 42,2 %     | 27,9 %    | 13,6 %    | 5,4 %    | 3,8 %     | 2,8 %      | 1,2 %   | 0,7 %    | 0,7 %      | 0,6 %      |

Мовний склад населення повітів Таврійської губернії за даними перепису 1897 року:
| Розподіл населення в містах губернії за мовою (перепис 1897 року) | Розподіл населення в містах губернії за мовою (перепис 1897 року) | Розподіл населення в містах губернії за мовою (перепис 1897 року) | Розподіл населення в містах губернії за мовою (перепис 1897 року) | Розподіл населення в містах губернії за мовою (перепис 1897 року) | Розподіл населення в містах губернії за мовою (перепис 1897 року) | Розподіл населення в містах губернії за мовою (перепис 1897 року) | Розподіл населення в містах губернії за мовою (перепис 1897 року) |
| Місто                                                             | Українська                                                        | Російська                                                         | Їдиш                                                              | Татарська                                                         | Грецька                                                           | Вірменська                                                        | Інша                                                              |
| ----------------------------------------------------------------- | ----------------------------------------------------------------- | ----------------------------------------------------------------- | ----------------------------------------------------------------- | ----------------------------------------------------------------- | ----------------------------------------------------------------- | ----------------------------------------------------------------- | ----------------------------------------------------------------- |
| Сімферополь                                                       | 6.9 %                                                             | 45.7 %                                                            | 15.9 %                                                            | 19.7 %                                                            | 1.7 %                                                             | 3.9 %                                                             | 6.2 %                                                             |
| Бахчисарай                                                        | 0.6 %                                                             | 7.3 %                                                             | 1.6 %                                                             | 86.0 %                                                            | 3.8 %                                                             | 0.3 %                                                             | 0.4 %                                                             |
| Карасубазар                                                       | 1.7 %                                                             | 16.4 %                                                            | 9.3 %                                                             | 64.0 %                                                            | 1.3 %                                                             | 6.2 %                                                             | 1.1 %                                                             |
| Бердянськ                                                         | 15.5 %                                                            | 66.1 %                                                            | 10.5 %                                                            | 1.1 %                                                             | 1.6 %                                                             | 0.3 %                                                             | 4.9 %                                                             |
| Ногайськ                                                          | 15.8 %                                                            | 58.5 %                                                            | 12.6 %                                                            |                                                                   |                                                                   | 2.1 %                                                             | 11.0 %                                                            |
| Оріхів                                                            | 70.4 %                                                            | 9.5 %                                                             | 16.2 %                                                            |                                                                   |                                                                   |                                                                   | 3.9 %                                                             |
| Олешки                                                            | 21.7 %                                                            | 69.5 %                                                            | 8.2 %                                                             | 0.2 %                                                             |                                                                   |                                                                   | 0.4 %                                                             |
| Євпаторія                                                         | 6.4 %                                                             | 26.3 %                                                            | 8.4 %                                                             | 49.4 %                                                            | 5.1 %                                                             | 1.9 %                                                             | 2.5 %                                                             |
| Мелітополь                                                        | 8.8 %                                                             | 42.8 %                                                            | 40.1 %                                                            | 3.3 %                                                             | 0.4 %                                                             | 1.3 %                                                             | 3.3 %                                                             |
| Перекоп                                                           | 8.0 %                                                             | 48.4 %                                                            | 12.6 %                                                            | 23.9 %                                                            |                                                                   | 3.6 %                                                             | 3.5 %                                                             |
| Ялта                                                              | 4.3 %                                                             | 66.2 %                                                            | 6.7 %                                                             | 3.3 %                                                             | 9.1 %                                                             | 2.4 %                                                             | 8.0 %                                                             |
| Феодосія                                                          | 7.7 %                                                             | 46.8 %                                                            | 11.4 %                                                            | 18.8 %                                                            | 5.3 %                                                             | 3.7 %                                                             | 6.3 %                                                             |
| Старий Крим                                                       | 5.0 %                                                             | 35.0 %                                                            | 0.4 %                                                             | 16.8 %                                                            | 24.4 %                                                            | 11.9 %                                                            | 6.5 %                                                             |
| Керч                                                              | 8.0 %                                                             | 57.8 %                                                            | 12.9 %                                                            | 6.7 %                                                             | 5.3 %                                                             | 2.0 %                                                             | 7.3 %                                                             |
| Єнікале                                                           | 5.3 %                                                             | 75.7 %                                                            | 4.6 %                                                             |                                                                   | 12.2 %                                                            |                                                                   | 2.2 %                                                             |
| Севастополь                                                       | 13.7 %                                                            | 63.5 %                                                            | 6.9 %                                                             | 3.4 %                                                             | 2.9 %                                                             | 0.8 %                                                             | 8.8 %                                                             |
| Балаклава                                                         | 1.4 %                                                             | 40.3 %                                                            | 0.7 %                                                             | 1.7 %                                                             | 51.4 %                                                            | 0.4 %                                                             | 4.1 %                                                             |
| По губернії                                                       | 10.4 %                                                            | 49.1 %                                                            | 11.8 %                                                            | 17.2 %                                                            | 3.6 %                                                             | 2.2 %                                                             | 5.7 %                                                             |

## У складі Української Держави (квітень-грудень 1918)
У складі Української Держави губернія охоплювала 3 континентальні повіти: Дніпровський, Мелітопольський і Бердянський повіти. 5 повітів Криму були тимчасово не під українською владою, яку планувалось відновити. Згодом з трьох континентальних повітів була створена Таврійська округа.